# カーゴニュース
カーゴニュースは、カーゴ・ジャパンが発行する物流業に特化した業界紙である。

## 概要
1969年に創刊。カーゴ・ジャパンが発行している。同社サイトで記事の一部が閲覧できる。購読者の50％以上を荷主企業の物流担当部門が占める。

## カーゴ・ジャパン

### 概要
1969年に設立され、「カーゴニュース」（週2回）、「主要荷主の運賃・倉庫料金の実態」（年1回）、「物流要覧」（年1回）、「運行管理者試験（貨物）受験対策問題集」（年1回）を発行するほか、多くの物流関係団体・事業者向けに映像事業を展開している。

### 主な刊行物
- 「カーゴニュース」
- 「主要荷主の運賃・倉庫料金の実態」
- 「物流要覧」
- 「運行管理者試験（貨物）受験対策問題集」（日通総合研究所との共同出版）
- 「わかりやすい物流2法Q＆Ａ」
- 「宅配便運賃のすべて」
- 「・・・ということ―蘭子の辛口百選―」

### 所属記者クラブ
国会記者会、国土交通省交通運輸記者会、国土交通省建設専門誌記者会、日本物流記者クラブ、流通政策研究所、通運報道人連盟、通運記者会